# Agon (Wettstreit)
Ein Agon (altgriechisch ἀγών agṓn, deutsch ‚Kampf, Wettkampf, Wettstreit‘) war in der griechischen Antike ein sportlicher oder musischer Wettstreit. Agonistik ist die zum Zweck des Wettkampfs betriebene Gymnastik. Für Friedrich Nietzsche und Jacob Burckhardt stellte es das Grundprinzip der griechischen Kultur dar: Der Einzelne kann seine Fähigkeiten im geordneten Wettkampf erweitern und verbessern, wobei er gleichzeitig der Gemeinde nützlich ist.
Die Griechen unterschieden drei Arten von Agonen:
1. gymnische Agone, welche sich auf Leibesübungen bezogen,
2. hippische Agone, die sich auf Fahren und Reiten bezogen, sowie
3. musische Agone, die Musik, Dichtkunst und Tanz zum Gegenstand hatten.

Die berühmtesten Agone waren die Olympischen, Pythischen, Nemeischen und Isthmischen Spiele, die man zusammen als Panhellenische Spiele bezeichnet. Daneben existierten aber noch in vielen weiteren Orten ähnliche Wettkämpfe. Ab dem Hellenismus und besonders auch in der römischen Kaiserzeit erstreckte sich dieses Phänomen auf weite Teile des östlichen Mittelmeerraums. Manche dieser Agone wurden nach Gottheiten benannt, andere nach dem berühmtesten Vorbild als „Olympia“. Einige der agonalen Festveranstaltungen wurden auch für den hellenistischen Herrscherkult genutzt und nach regierenden Monarchen oder Dynastien benannt, beispielsweise die Ptolemaia oder die Antinoeia (benannt nach Antinoos).
Die griechischen Agone fanden seit Augustus häufige Nachahmungen in Rom und anderen Städten des Römischen Reichs. Nero stiftete nach dem Muster der Olympischen Spiele die alle fünf Jahre wiederkehrenden Neronia. Bis in die letzte Zeit des Altertums hielt sich der kapitolinische Agon, der 86 n. Chr. von Domitian gestiftet und in dem nach ihm benannten Stadion ausgetragen wurde (der Name der Kirche Sant’Agnese in Agone erinnert noch heute daran). Die hiermit verbundene Sitte der Dichterkrönung fand das ganze Mittelalter hindurch Nachahmung. Als Personifikation des Wettkampfs wurde Agon als Athlet mit Sprunggewichten dargestellt. Der gymnische Agon fand erst im 6. Jahrhundert ein Ende.
Sportveranstaltungen waren ein elementarer Bestandteil des öffentlichen Lebens Altgriechenlands und -roms. Der Wettkampfsport war einer beruflichen Tätigkeit gleichgestellt. Nur ein hoher Aufwand an Zeit und Personal sowie die regelmäßige Arbeit nach ausgeklügelten Trainings- und Ernährungsplänen schienen Aussicht auf den Sieg zu bereiten. Die Berufssportler waren oft auf Wettkampfreisen und genossenschaftlich organisiert. Von besonders hohem Stellenwert beim sportlichen Wettkampf war die Chancengleichheit, die durch kontrolliertes Training vor den Wettkämpfen, Einteilung in Altersklassen, Auslosung von Gegnern oder Startpositionen, genaues Regelwerk und gut geschulte Kampfrichter erreicht wurde. Die Wettkampfsportler strebten nicht nur nach Siegen, sondern vor allem nach Titeln, die man bei bedeutenden Veranstaltungen erlangen konnte, begleitet von materiellen oder finanziellen Gewinnen und Privilegien. Von großem Interesse war es für die antiken Wettkampfsportler, sich als Rekordhalter darzustellen, zum Beispiel mit dem Hinweis auf die Erst- und/oder Einmaligkeit der Leistungen, aber auch in konstruierten Vergleichen mit anderen Spitzensportlern.